# Проспект Металургів (Маріуполь)
Проспект Металургів (в минулому вулиці Весела та Івана Франка) — одна з центральних і найдовших вулиць Маріуполя. Простягається з півдня на північ від узбережжя Азовського моря до корпусів ММК імені Ілліча та машинобудівного концерну «Азовмаш». Єдина вулиця, що з'єднує три правобережні райони міста. Довжина 6,7 км.

## Історія
Вулиця виникла у другій половині XIX століття. Спочатку вона вела в місто Бахмут. Забудовувалася тільки з одного боку, з іншого боку були кар'єри і цегельний завод, ріллі.
Нинішній проспект в минулому був вулицями Івана Франка (до Жовтневого перевороту — Бахмутською) і вулицею Веселою. Вулиця Івана Франка починалася на Слобідці і закінчувалась біля річки Кальчика. Ще в 1930—1940-х роках це була північна околиця історичної частини міста. Тільки де-не-де стояли будинки з обох сторін вулиці. До 1917 року тут розміщались комори для зберігання зерна, паровий млин і макаронна фабрика, яку заснував виходець з Італії Сангвінетті.
Будинок № 29, побудований за індивідуальним проєктом в середині 1950-х років, був прикрашений ліпниною, проте невдовзі вийшла постанова ЦК КПРС про «надмірності в архітектурі» і прилаштовані до стін декоративні елементи були зрубані.

Центральний ринок

Павільйон із скла і бетону на Центральному ринку в свій час був відзначений нагородою на конкурсі архітектурних проєктів. Зараз споруда майже повністю закрита побудованими поруч магазинчиками та кіосками, типовими для доби дикого капіталізму.
Будинок № 87 на перетині Фонтанної та проспекту Металургів — найкраща світська двоповерхова споруда в стилі сецесія в місті Маріуполь, пам'ятка архітектури, передана міліції. Вище чоловіче навчальне училище, відкрите ще 1912 року. За часів СРСР — освітня школа № 5, нині — міліція.
За 1970-1990-ті роки проспект на ділянці від вулиці Фонтанної до Кальчика змінився повністю. Замість одноповерхових будинків, побудованих ще в 19 столітті виникли квартали мікрорайону «Металург», збудовані торговельні комплекси «Мрія» і «Кіровський».
Територія проспекту за річкою Кальчиком належить до Кальміуського району Маріуполя. Через річку перекинутий трамвайний міст. За мостом пролягав одноколійний трамвайний шлях, ліворуч якого в заплаві річки був великий фруктовий сад, праворуч поля кукурудзи і соняшника. Північна околиця саду збігалася з нинішньою вулицею Покришкіна. Трамвай, минаючи сад, рухався навколо полів і в'їжджав в квартали одноповерхових будиночків приблизно в тому місці, де сучасна вулиця Заворуєва стикається в проспект Металургів.
Трамвайне полотно було прокладене вздовж 6-ї вулиці селища Апатова, яке виникло одночасно із будівництвом трубопрокатного заводу імені Куйбишева в кінці 1920-х на початку 1930-х років. Вулиця починалась на сучасному перехресті проспектів Металургів і Нікопольського. На початку 1960-х років на вулиці з'явилось кілька багатоповерхівок, складених із сірої силікатної цегли. Пізніше одна за одною почали рости великоблокові хрущовки, спочатку на пустирях, потім на місці знесених приватних будинків. Тоді ж вулиця отримала назву Весела.

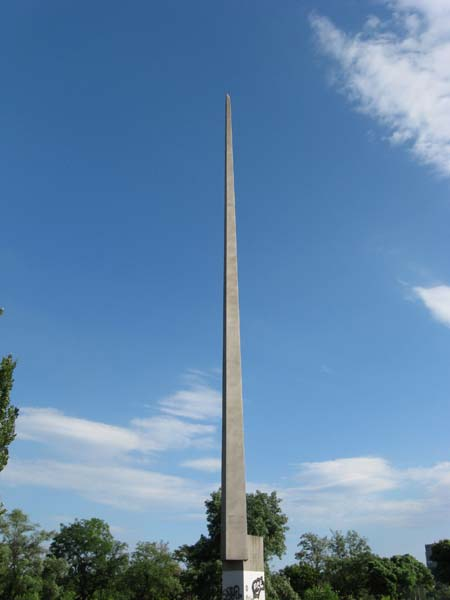
обеліск

Житлове будівництво на Веселій йшло без зупинок майже десятиліття. В 1965–1966 роках в п'ятому мікрорайоні були зведені одна за одною три дев'ятиповерхівки — одні з перших будинків підвищеної поверховості в Маріуполі. Поруч з ними на штучно створеному пагорбі був встановлений пам'ятник борцям революції — 32-х метровий обеліск з титанового сплаву і скульптурна група, які були виготовлені в цехах заводу «Тяжмаш» за проєктом і моделями скульптора А. А. Стемпковського. Меморіальний комплекс був урочисто відкритий 4 листопада 1967 року.
Також на проспекті Металургів розташований плавальний басейн «Нептун», що орендований ММК імені Ілліча. Його побудували в 1960-ті роки в рамках спортивної трирічки. В 1990-х простір перед басейном облаштували і назвали площею Незалежності.

## Об'єкти

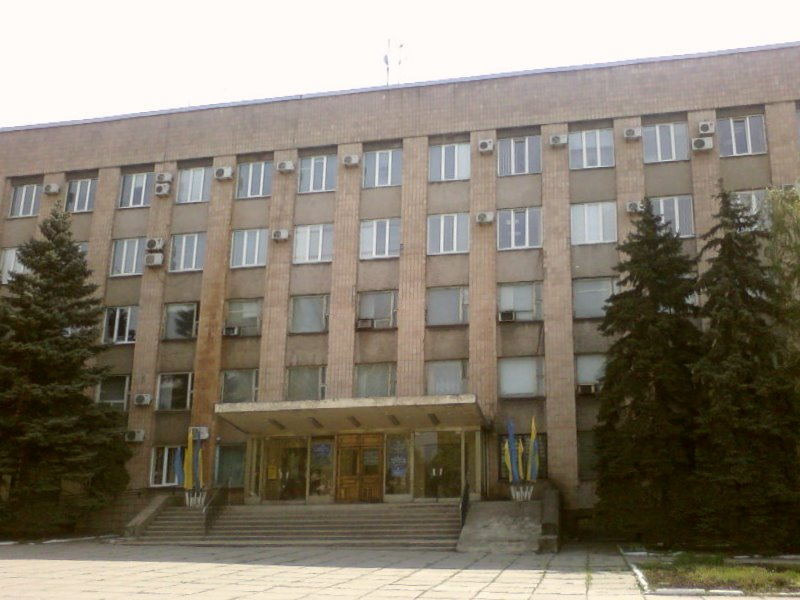
Будинок адміністрації Кальміуського району

На проспекті розташовані Міськсад, палац спорту «Спартак» (№ 11), виставковий зал імені А. І. Куїнджі і музей медальєра Юхима Харабета (№ 25), Палац культури «Маркохім» і спортивний комплекс (№ 52), міська бібліотека імені М. Горького, Приазовський державний технічний університет, РАЦС Центрального району (№ 21) і Палац одружень (№ 37), Центральний ринок, районна адміністрація (№ 193), податкова інспекція (№ 193) і прокуратура (№ 231) Кальміуського району, районні суди Кальміуського (№ 231) і Центрального районів (№ 31), готель «Дружба», Маріуполь  (№ 211), дитяча лікарня № 5 (№ 196), парк імені Гурова та інше.
Пам'ятники: О. С. Пушкіну, А. І. Куїнджі, Т. Г. Шевченку, обеліск борцям революції.

## Цікаві факти
Єдина вулиця в Маріуполі, що перетинає три з чотирьох районів у місті.